# Jang Tchung-jen
Jang Tchung-jen (čínsky 杨同彦, 12. dubna 1961, Ťiang-su – 7. listopadu 2017, Šanghaj) byl čínský disident, spisovatel, básník a esejista píšící pod pseudonymem Jang Tchien-šuej. Byl také jedním z největších kritiků čínského totalitního režimu.

## Životopis
Narodil se 12. dubna 1961 v provincii Ťiang-su. Studoval historii na Pekingské pedagogické univerzitě a roku 1982 získal titul B.A. Pracoval jako učitel, mimo to také fungoval jako spisovatel na volné noze. Své práce publikoval na internetu. Roku 1989 byl obviněn ze spoluúčasti na protestech na Náměstí nebeského klidu a v letech 1990 až 2000 uvězněn. Také mu byla odňata politická práva na tři roky. Ve vězení napsal velké množství textů. Byl také členem nezávislého čínského PEN centra.
Od května 2004 do prosince 2005 byl soustavně zadržován represivními složkami. Od prosince 2005 byl opět zatčen a zadržován ve vazbě. V květnu 2006 byl Tchung-jen ve tříhodinovém soudním řízení odsouzen na 12 let vězení za kritiku čínské vlády a byl uvězněn v Nankingu. Minimálně od roku 2007 byl nucen vykonávat nucené práce ve zjevně toxickém prostředí. Jeho zdraví se zhoršilo, trpěl cukrovkou, artritidou a vysokým krevním tlakem. Ve vězení dostal tuberkulózu a zánět pobřišnice. Roku 2010 byl převezen do nemocnice, avšak jeho žádost o propuštění ze zdravotních důvodů byla zamítnuta. Bylo mu nabízeno propuštění z vězení, pokud by podepsal doznání, které přiznává jeho „zločiny“. Vždy odmítl. V srpnu 2017 byl podmínečně propuštěn do nemocnice v Šanghaji z důvodu agresivní rakoviny mozku. 23. srpna 2017 podstoupil operaci mozku, avšak ani po operaci k němu nebyli připuštěni přátelé a kolegové. Bylo mu odepřeno vycestovat za léčbou do zahraničí. Zemřel v šanghajské nemocnici 7. listopadu 2017.
Čínské úřady vyvíjely tlak na Jangovy příbuzné, aby tělo zpopelnili a popel vysypali do moře. Informace o pohřbu do moře byly v utajení, avšak Jangův přítel o tom věděl a prozradil to dalším skupinám pro lidská práva.

## Dílo
- Čína protkaná strachem – krátká esej o čínské společnosti, která, když se stane nějaká nehoda, má tendenci upadat do paniky a strachu, místo toho, aby vyřešili příčinu nehody. Tuto tendenci lze vidět také tehdy, když jsou čínští úředníci připraveni dávat úplatky svým šéfům, aby si zajistili své místo, potlačeni panikou a obavami ze ztráty zaměstnání.[7]

## Ocenění
V roce 2008 mu byla udělena cena PEN / Barbara Goldsmith Freedom to Write Award. Larry Siems, ředitel PEN klubu, uvedl, že porota vybrala Jang Tchung-jena, protože byl jedním z 39 čínských spisovatelů a novinářů, kteří byli v té době věznění. Yang byl také členem Nezávislého čínského centra PEN, z něhož bylo v roce 2008 pět členů ve vězení.